# 이교승 (1899년)
이교승(李敎承, 1889년 ~ 1957년)은 대한민국의 정치인이다. 제2대 국회의원을 지냈다.
교원양성소를 졸업하고 조선(朝鮮)ㆍ위천(渭川)ㆍ교동(喬桐)공립보통학교장 등 20년간 초등교육에 종사하였다. 경기도지방주사, 사회주사, 김포면장 등 10년간 농촌진흥운동에 투신하였다.

## 역대 선거 결과
| 실시년도 | 선거   | 대수 | 직책     | 선거구      | 정당   | 득표수   | 득표율          | 순위 | 당락 | 비고 |
| -------- | ------ | ---- | -------- | ----------- | ------ | -------- | --------------- | ---- | ---- | ---- |
| 1950년   | 총선   | 2대  | 국회의원 | 경기 김포군 | 무소속 | 13,356표 | \| \| 40.03% \| | 1위  |      | 초선 |
|          | 40.03% |      |          |             |        |          |                 |      |      |      |

## 참고 자료
- 이교승 - 대한민국헌정회
- 한국근현대인물자료(국사편찬위원회)